# Joseph Louis Boucher de Grandpré
Pour les articles homonymes, voir de Grandpré.
Joseph Louis Boucher de Grandpré, né en 1695 et mort en 1763, est un militaire français de Louisiane (Nouvelle-France) qui a mis fin à la guerre avec les Chactas et signé le traité de paix. 

## Biographie
Joseph Louis Boucher de Grandpré est le filleul du gouverneur Louis de Frontenac.
Louis de Grandpré effectue sa carrière militaire en Louisiane. Devenu commandant du fort de Tombecbé en Louisiane, il met fin à la guerre avec les Chactas en 1751, et signe le traité avec cette nation.
En 1751, Pierre de Rigaud de Vaudreuil recommande au Ministre de la Marine qu'on décore De Grandpré de la Croix de Saint-Louis.

## Famille
En 1734, il se marie avec Thérèse Galard de Chamilly à la Nouvelle-Orléans. Leur fils Carlos de Grandpré deviendra commandant du poste des Natchez pour les Espagnols.
Joseph Louis Boucher de Grandpré serait un ancêtre du pape Léon XIV, d'après une enquête du New York Times Magazine.